# Generalizovana distonija
Generalizovana distonija je redak oblik distonije koji se obično rano javlja (najčešće u kasnom detinjstvu/ranom tinejdžerskom dobu). Iako bolest obično počinje u udovima, ona se zatim generaliuje na druga područja, tako da su kod ove distonije bolešću zahvaćeni trup i još najmanje dva segmenta tela. Međutim najbitnija karakteritistika
generalizovanih distonija je da ona najčešće zahvata trup.
U kliničkoj slici dominiraju nehotični grčevi u stopalu ili nozi, a zatim kako bolest napreduje isti simptomi se javljaju i drugim udovima i trupa. U većini slučajeva simptomi napreduju do 5 godine od početka bolesti, a onda se ustaljuju. Slučajevi generalizovane distonije koji počinju nakon sredine dvadesetih godina su neobični i jako retki.

## Etiopatogeneza
Patogeneza distonije je veoma složena i još uvijek nije do kraja objašnjena. Zahvaljujući razvitku moderne tehnologije, danas postoji nekoliko objašnjenja nastanka različitih tipova distonije. Jedan od istraživanih mehanizama su genetske mutacije, među kojima su najčešće DYT1, DYT3, DYT6-distonija.
Osim toga, distonija se povezuju se i s određenom disfunkcijom bazalnih ganglija, u kojoj dolazi do redukcije inhibitorne funkcije paliduma na talamus, što rezultuje preteranom aktivnošću u premotornom delu moždane kore.
Takođe, distonija se povezuje i sa degeneracijom maloga mozga odnosno patološkim cerebelotalamo-kortikalnim putovima.
U patogenezu distonija često spadaju i:
- disfunkcija neurotransmitera (dopamin, acetilkolin, GABA),[17]
- disfunkcija jonskih kanala,[18][19]
- disfunkcija intracelularne signalizacije.[20]

### Vrste
Generalizirana distonija može biti:
- nasledna (uzrokovana genetskim faktorima),
- idiopatska (kod koje ne postoji prepoznatljiv uzrok),[22][23]
- stečena (kod koje postoji uzrok kao što je drugo narušeno zdravstveno stanje, lekovi ili moždani udar).[24]

Generalizovana distonija ponekad je uzrokovana i mutacijom gena DYT1. Ako pacijent nasledi ovu mutaciju, u 30% slućajeva postoji mogućnost da će razviti DYT1 distonija. Ako nosilac ovog gena do 30. godinu života oboli od distonije, postoji velika šansa da se distonija nikad neće razviti. 
Postoji i niz drugih gena koje uzrokuju primarni rani početak generalizovane distonija uključujući DYT5 gen koji uzrokuje redak tip generalizovane distonije, koji povoljno reaguje na tretman dopaminom i nosi naziv dopa odgovorne distonija.
Ako se ne utvrdi nikakav genetski uzrok, lekar će istražiti da li je distonija „stečena“. Ovo može uključivati MRI skeniranje mozga i testiranje na druga retka stanja poput Wilson-ove bolesti ili sindrom nakupljanja gvožđa u neuronu (NBIA - genetsko degenerativno stanje u kojem se gvožđe taloži u bazalnim ganglijama mozga).

## Klinička slika
Znaci i simptomi koji dominiraju kliničkom slikom mogu uključivati:
- Spazam mišića sa ili bez bola.
- Zakrivljeni položaji udova ili trupa.
- Nenormalno ukočen položaj udova ili trupa.
- Zakrivljivenost stopala i/ili noge i/ili ruke.
- Brzi trzajni pokreti.
- Neobično hodanje sa savijanjem i uvijanjem torza.

## Terapija
Trenutno ne postoji poznati lek za ovaj oblik distonije, ali određene mogućnosti u lečenja su dostupne. Iako se tretman  kod pojedinaca razlikuje, cilj svih tretmana je smanjiti simptome bolesti.
Oralni lekovi se uglavnom prvo upotrebljavaju. Ispitivanje levodope (obično najmanje 2 meseca) je adekvatno za sve primarne distonije u ranom početku kako bi se identifikovala distonija koja reaguje na dopamin. Ako je ovo neefikasno, može se primeniti antiholinergični lek kao što je triheksifenidil, koji često može biti od pomoći u kontroli mišićnih spazama i tremora. Tretmani druge linije mogu uključivati klonazepam (jak mišićni relaksant) ili tetrabenazin (koji pomaže u kontroli tremora i nehotičnog spazma), baklofen (efikasan mišićni relaksant),  levetiracetam, gabapentin,  botulinski toksin (botoks),  Kombinacija lekova često daje bolje rezultate. Ovi lekovi mogu imati nuspojave o kojima pacijent trebali porazgovarati sa svojim lekarem.
Redovne injekcije ponekad mogu biti korisne u smanjenju simptoma u nekim izolovanim područjima koja su pogođena distonijom kao što su vilice, ruke, stopala ili noge.
Hirurška tehnika poznata kao duboka stimulacija mozga može pružiti trajnu korist u nekim slučajevima. Zasnovana je na plasiranju finih elektroda u mozak da bi se prigušili lažni signali koji izazivaju grčeve mišića.Odabir pacijenata vrši se pažljivo nako detaljnog testiranja kako bi se osiguralo da pacijent može imati koristi od ove operacije.
Izvještaji pokazuju da pacijenti s primarnom distonijom reagiraju bolje od onih sa sekundarnom distonijom, a funkcija udova i aksijalnih mišića može se poboljšati više kod kranijalne distonije. Neke studije takođe navode da kraće trajanje bolesti može biti povezano s boljim ishodom. Međutim, važno je napomenuti da čak i među onima za koje se smatra da najbolje reaguju na duboku stimulaciju mozga (DBS), ilii pacijenti s primarno generaliziranom distonijom, postoji podskup koji će imati značajnu i trajnu kliničku korist nakon primene oralnih lekova. Ako je kliničko poboljšanje u određenom trenutku neadekvatno, a distonija uzrokuje značajno funkcionalno oštećenje, treba razmotrit primenu DBS. Ona obično započinje primenom triheksifenidila, postepeno sve do velike doze. Zatim se često dodaje baklofen, kao drugo sredstvo. Ako je kliničko poboljšanje u tom trenutku neadekvatno, a distonija uzrokuje značajno funkcionalno oštećenje, razmotra se primena DBS.
Duboka stimulacija mozga (DBS; Deep Brain Stimulation) je fundamentalno reverzibilna, neurohirurška intervencija u mozgu koja je odobrena širom sveta za lečenje određenih neuroloških bolesti poput Parkinsonove bolesti. Kolokvijalno se koristi i termin pejsmejker (mozga) koji je ranih 1970-ih skovao španski naučnik Jose Delgado i koji naglašava tehnološku vezu sa pejsmejkerom.
DBS je odobren u EU za lelčenje esencijalnog tremora (od 1995), za Parkinsonovu bolest (1998), za distoniju (2003), opsesivno-kompulzivni poremećaj (2009) i epilepsiju (2010) i povezan je sa značajnim poboljšanjima u kvalitetu života .boilesnika.

## Spoljašnje veze
- Generalised dystonia — The Dystonia Society London (језик: енглески)
- Phenomenology and Classification of Dystonia: A Consensus Update (језик: енглески)

|  | Molimo Vas, obratite pažnju na važno upozorenje u vezi sa temama iz oblasti medicine (zdravlja). |